# Grudzień 2024

## 29 grudnia
- Na lotnisku w Muan, w Korei Południowej, rozbił się samolot Boeing 737-800 linii Jeju Air wracający z Bangkoku. Podczas awaryjnego lądowania bez wysuniętych kół podwozia samolot nie wytracił prędkości i z całym impetem uderzył w betonowy mur na końcu pasa. Z 181 osób znajdujących się na pokładzie przeżyły jedynie dwie osoby, które były członkami załogi. Związku z katastrofą p.o. prezydenta Korei Południowej, Choi Sang-mok, ogłosił żałobę narodową trwającą do 4 stycznia 2025[1][2][3][4].

## 28 grudnia
- W 2024 roku liczba bezdomnych w Stanach Zjednoczonych osiągnęła rekordowy poziom, zwiększając się o ponad 18% w ciągu ostatniego roku. Powodem były przede wszystkim wysokie koszty mieszkaniowe, klęski żywiołowe i wzrost migracji do dużych miast[5].

## 27 grudnia
- Inwazja Rosji na Ukrainę: Południowokoreańska Narodowa Służba Wywiadu potwierdziła, że żołnierz północnokoreański został po raz pierwszy wzięty do niewoli przez siły ukraińskie w obwodzie kurskim w Rosji[6][7][8]. Jednakże później tego samego dnia schwytany żołnierz zmarł w wyniku obrażeń odniesionych w walce[9][10].
- Chiny ogłosiły formalne zatwierdzenie projektu budowy największej na świecie zapory wodnej na rzece Jarlung Tsangpo w Tybecie[11].

## 25 grudnia
- Samolot Embraer 190 linii lotniczych Azerbaijan Airlines, który leciał z Baku do Groznego, na pokładzie znajdowało się 67 pasażerów, rozbił się w Aktau w Kazachstanie. W wyniku katastrofy zginęło 38 osób, a 29 zostało rannych[12][13].
- Inwazja Rosji na Ukrainę: Rosja przeprowadziła serię ataków rakietowych i dronów wymierzoną w ukraińską infrastrukturę energetyczną w Charkowie, Dnieprze, Krzywym Rogu, Chersoniu i Krzemieńczuku na Ukrainie. Zginęły co najmniej dwie osoby, a 20 zostało rannych oraz doszło do powszechnych przerw w dostawie prądu[14][15].
- Naukowcy potwierdzili odkrycie gatunku dinozaura Alpkarakush kyrgyzicus w Kirgistanie, pierwszego teropoda z okresu jury odkrytego w Azji Środkowej[16].

## 24 grudnia
- Sonda NASA Parker Solar Probe podjęła próbę zbliżenia się do Słońca na najmniejszą dotychczas odległość, aby zbadać jego temperaturę, promieniowanie i pole magnetyczne[17].
- Prezydent USA Joe Biden podpisał ustawę uznającą bielika amerykańskiego za oficjalnego ptaka narodowego Stanów Zjednoczonych[18].
- Papież Franciszek otworzył Drzwi Święte w Bazylice świętego Piotra na Watykanie rozpoczynając Rok Jubileuszowy 2025[19].

## 23 grudnia
- Japońscy producenci samochodów Nissan i Honda ogłosili plany fuzji do 2026 roku, co potencjalnie doprowadzi do powstania trzeciej co do wielkości firmy motoryzacyjnej na świecie[20][21].
- Zespół naukowców z Północno-wschodniego Uniwersytetu Federalnego w Republice Sacha w Rosji odsłonił dobrze zachowane szczątki 50 000-letniego młodego mamuta włochatego o imieniu Yana. Naukowcy stwierdzili, że Yana miała ok. 1 roku, kiedy zmarła, prawdopodobnie wskutek utonięcia, i została odkryta w kraterze Batagaika przez miejscowych[22].
- Doszło do drugiej, nielegalnej rozbiórki kamienicy Abrama Włodawera w Warszawie[23].

## 22 grudnia
- Kryzys na Morzu Czerwonym: Armia amerykańska stwierdziła, że krążownik rakietowy „USS Gettysburg” przypadkowo zestrzelił myśliwiec F/A-18F Super Hornet US Navy i zranił jednego z jego pilotów podczas incydentu ostrzału sojuszniczego po serii nalotów na Jemen. Jednakże Ruch Huti stwierdził, że to on dokonał zestrzelenia myśliwca[24][25].

## 21 grudnia
- W wyniku zderzenia autobusu z ciężarówką na autostradzie w brazylijskim stanie Minas Gerais zginęło 38 osób, a 13 zostało rannych[26][27].
- Doszło do nielegalnej rozbiórki kamienicy Abrama Włodawera w Warszawie[28].

## 20 grudnia
- Doszło do zamachu na jarmarku bożonarodzeniowym w Magdeburgu, w którym zginęło pięć osób, a ponad 200 zostało rannych[29].

## 14 grudnia
- W bazylice archikatedralnej św. Jana Chrzciciela odbył się ingres nowego arcybiskupa metropolity warszawskiego Adriana Galbasa SAC[30].

## 13 grudnia
- Inwazja Rosji na Ukrainę: Rosja przeprowadziła jeden z największych ataków na ukraińską infrastrukturę energetyczną od początku konfliktu, wystrzeliwując ok. 290 pocisków i dronów na wiele regionów Ukrainy. Rosyjskie Ministerstwo Obrony stwierdziło, że atak był odpowiedzią na niedawny atak ukraińskich ATACMS na bazę lotniczą w Taganrogu w obwodzie rostowskim w Rosji[31][32].
- Po remoncie otwarto późnomodernistyczny Pawilon Cepelii w Warszawie[33].

## 12 grudnia
- Prezydent elekt Stanów Zjednoczonych Donald Trump został ogłoszony Człowiekiem Roku przez magazyn Time[34].
- Edith Heard, biolog specjalizująca się w epigenetyce i dyrektor generalna Europejskiego Laboratorium Biologii Molekularnej, została odznaczona Złotym Medalem CNRS, najwyższym wyróżnieniem za badania naukowe we Francji[35].
- Gra Astro Bot zdobyła nagrodę Gry Roku na The Game Awards 2024[36].

## 9 grudnia
- Co najmniej 10 osób zginęło, a dwie zaginęły w wyniku osunięć ziemi i powodzi wywołanych przez ulewnych deszczów w Sukabumi w Indonezji[37].

## 8 grudnia
- Siły Hajat Tahrir asz-Szam w wojnie domowej w Syrii zdobyły Damaszek i obaliły rząd Baszszara al-Asada[38].
- Inwazja Rosji na Ukrainę: Prezydent elekt Donald Trump stwierdził, że podczas wojny zginęło i zostało poważnie rannych 400 tys. ukraińskich oficerów i żołnierzy. Prezydent Zełenski zaprzeczył tym twierdzeniom, ogłaszając, że zginęło 43 tys. ukraińskich żołnierzy, a 370 tys. zostało rannych, ale „ok. 50%” wojskowych wyzdrowiało i powróciło do służby. Zełenski dodał także, że ofiarami padło 750 tys. Rosjan, w tym 198 tys. zabitych i ponad 550 tys. rannych. Od września 2024 roku Rosja traciła wojska w stosunku 5 do 1, a nawet 6 do 1[39][40][41].
- Poświęcono i odsłonięto pomnik błogosławionego księdza Emila Szramka w Katowicach[42].

## 7 grudnia
- Odbyło się ponowne otwarcie odbudowanej katedry Notre-Dame w Île de la Cité w Paryżu po pożarze z 15 kwietnia 2019 roku, który uszkodził budynek i zniszczył jego iglicę. Odprawiono także pierwszą od 5 lat publiczną mszę. Prezydent Francji Emmanuel Macron i dziesiątki światowych przywódców wzięło udział w ceremonii ponownego otwarcia katedry[43][44][45].
- Irańska Agencja Kosmiczna pomyślnie wystrzeliła rakietę Simorgh, wynosząc na pokład dwa satelity i holownik kosmiczny Saman-1 z terminalu startowego Imama Chomeiniego w Semnan w Iranie. Był to najcięższy ładunek, jaki kiedykolwiek wystrzelono w Iranie[46].
- Ksiądz Tomasz Sztajerwald przyjął sakrę biskupią w bazylice katedralnej św. Michała Archanioła i św. Floriana Męczennika w Warszawie[47].

## 6 grudnia
- W wyniku zderzenia dwóch minibusów w Brokoua na Wybrzeżu Kości Słoniowej zginęło 26 osób, a 28 zostało rannych[48].

## 5 grudnia
- Brytyjska międzynarodowa spółka naftowo-gazowa Shell oraz norweska spółka państwowa Equinor ogłosiły utworzenie spółki joint venture w celu połączenia swoich aktywów na Morzu Północnym[49][50].
- Program Copernicus: Europejska Agencja Kosmiczna (ESA) pomyślnie wystrzeliła rakietę Vega C z satelitą Sentinel-1C w celu monitorowania Ziemi z Gujańskiego Centrum Kosmicznego w Kourou w Gujanie Francuskiej, dwa lata po nieudanym locie komercyjnym[51][52].
- Indyjska Organizacja Badań Kosmicznych (ISRO) pomyślnie wystrzeliła rakietę PSLV-XL z satelitami PROBA-3 Europejskiej Agencji Kosmicznej z Centrum Kosmicznego Satish Dhawan w Sriharikota w stanie Andhra Pradesh w Indiach w ramach misji obserwatorium słonecznego, której celem było zebranie danych na temat atmosfery Słońca[53][54].

## 3 grudnia
- W ciągu ostatnich pięciu dni w wyniku powodzi w Tajlandii i Malezji zginęło co najmniej 31 osób[55].
- Prezydent Korei Południowej Yoon Suk-yeol ogłosił stan wojenny w kraju, ale zawiesił go 4 grudnia po protestach parlamentarzystów i obywateli[56].

## 2 grudnia
- Pracownicy niemieckiego związku zawodowego pracowników przemysłu metalowego IG Metall rozpoczęli strajk po nieudanych negocjacjach z koncernem Volkswagen w związku z zamknięciem trzech zakładów produkujących samochody[57].

## 1 grudnia
- Co najmniej 56 osób zginęło podczas paniki na meczu piłkarskim w Nzérékoré w Gwinei, po tym jak policja użyła gazu łzawiącego na boisku, gdy kibice rywali wtargnęli na nie po kontrowersyjnej decyzji sędziego. Później podpalono posterunek policji[58].